# 푸에르토리코 농구 국가대표팀
푸에르토리코 농구 국가대표팀은 푸에르토리코의 농구 대표팀이다. 올림픽 농구 본선에는 9번 출전하여 1964년 대회에서 4위를 차지했고 FIBA 농구 월드컵 본선에는 14번 출전하여 1990년 대회에서 4위의 성적을 거두었으며 FIBA 아메리컵 본선에는 18번 출전하여 금메달 3개, 은메달 5개, 동메달 2개를 획득했다. 그리고 팬아메리칸 게임에는 16번 참가하여 금메달 2개, 은메달 6개, 동메달 3개를 획득했고 센트로바스켓에는 24번 참가하여 금메달 11개, 은메달 10개, 동메달 3개를 따냈다.

## 주요 선수
- 아이재이아 피녜이로 (새크라멘토 킹스)
- 라몬 클레멘테 (산로렌조)
- 개리 브라운 (이로니 네스 지오나)
- 하비에르 모히카 (레냐도레스 데 두랑고)
- 크리스 브래디 (후쿠시마 파이어본스)
- 앨릭스 프랭클린 (피트라스 데 케브라비야스)